# Заштићено станиште Зимовалиште малог вранца
Заштићено станиште Зимовалиште малог вранца штити зимовалиште малих вранаца у Београду. Мали вранац представља ретку и угрожену врсту птица, због специфичности места његовог зимовалишта - то је само средиште града Београда. Један од биотопа на коме су зимовали мали вранци, низводни шпиц Аде Циганлије,уништен је 2007. године за потребе изградње моста преко Саве. Тада је покренута и преко потребна иницијатива од стране Дирекције за грађевинско земљиште и изградњу Београда, Лиге за орнитолошку акцију и Завода за заштиту природе Србије да се преостали приобални биотопи обрасли врбама заштите на одговарајући начин, у циљу очувања популације малог вранца. Имајући у виду да се ради о врсти која има ограничено распрострањење и неповољан статус заштите на глобалном нивоу, јасно је да се ради о изузетно значајном подручју за очување ове врсте.

## Зимовалиште малог вранца
Зимовалиште малог вранца се налази у оквиру међународно значајног подручја за птице (IBA)"Ушће Саве у Дунав". Зимовање ове птице у Београду је први пут забележено средином деведесетих година XX века, а примећено је и да зимују у великом броју - у врбацима на обали Саве зимује готово 10% укупне европске популације ове врсте. По регулативама Европске уније, мали вранац се налази на анексу I Директиве о птицама, па због тога станишта ове врсте представљају потенцијална Natura 2000 подручја.

## Географски положај
Заштићено станиште се налази на обалама Саве у Београду код Аде Циганлије и састоји се од пет одвојених локација:
1. Локација I - врбак на десној обали Саве, око 500 м низводно од ушћа Топчидерске реке.
2. Локација II - врбак на низводном крају Аде Циганлије, који се налази између насипа и главног тока реке Саве.
3. Локација III - узак појас врба на левој обали Саве код Београдског бродоградилишта.
4. Локација IV - појас врба на левој обали Саве код топлане на Новом Београду.
5. Локација V - ова локација се налази поред локације IV и од ње је одвојена уским простором, односно пристаном за истовар течних горива за потребе топлане на Новом Београду.

Укупна површина заштићеног добра износи 14 33 80 ha и налази се у власништву Републике Србије. О обалама Саве и Дунава на територији града Београда, којима припадају и заштићена подручја, стара се Јавно водопривредно предузеће "Београдводе".

## Вегетација
Ада Циганлија представља острвско-приобални комплекс обрастао шумом. С обзиром на то да се налази у градској зони, од великог је значаја за град Београд и његово шире подручје.
Данашњи савремени облици вегетације на доњем шпицу Аде Циганлије су:
- Шуме топола и врба - Populeto-Salicetum
- Шуме беле врбе - Salicetum albae
- Шуме беле и црне тополе - Populetum albo-nigrae
- Шуме црне тополе - Populetum nigrae
- Вештачки подигнуте састојине еуроамеричких топола (Populus euramericana). Еколошки ова шума припада шуми беле врбе и тополе - Salicon albe

За разлику од шпица Аде, где се на малом простору налази неколико фрагмената различитих шума, на уском делу онбале на левој страни реке Саве, као и на спрудном проширењу на десној страни реке, констатоване су шуме беле врбе са спорадично "залуталим" примерцима беле и црне тополе. На четвртој локацији код Новобеоградске топлане, у два раздвојена шумска фрагменат, где бројношћу и величином доминирају стабла тополе, а ту су и бела врба, инвазивна врста багренац(Amorpha fruticosa), пајасен (Acer negundo) и пенсилвански јасен (Fraxinus pennsylvanica).
Пошто у шпиц Аде и две оближње локације биле (и још увек су) изложене дугом и снажном антропогеном деловању (бродоградилиште, зимовник за чамце, туризам и угоститељство, спорт), флора овог мини комплекса је претрпела промене. За разлику од вегетације где је услед негативних фактора дошло до смањења диверзитета и површина првобитних биљних заједница (шумских и ливадских), биљни фонд овог подручја се повећао. Оно што је негативна последица јесте губитак многих аутохтоних и у флори Србије ретких врста биљака на рачун повећања бројности алохтоних представника.

## Геолошке и хидрогеолошке карактеристике
Простор Чукаричког рукавца у геолошком смислу припада Шумадијско-вардарској зони, а обала Саве наспрам њега јужном ободу Панонског басена. И поред тога, истражни простор који представља зимовалиште малог вранца је прилично хомогене грађе, налази се на седиментима речне терасе и алувиона.

## Предеоне одлике
Заштићено подручје се налази на обалама Саве у високо урбанизованом окружењу. Ради се о равничарском простору смештеном у алувиону реке. Ниско побрђе које почиње да се издиже на десној обали Саве према Сењаку и Топчидеру практично нема значајнији предеони значај за саме заштићене локације које се налазе непосредно уз речно корито.
Новоизграђени мост преко Саве је у потпуности изменио изглед овог простора.
Оно што је неопходно истаћи је да станишта малог вранца на левој и десној обали Саве, иако измењена, прадстављају једине преостале врбаке уз обалу Саве између Аде Циганлије и Великог ратног острва. Изградњом насипа и обалоутврда потпуно је измењен изглед приобалног дела и уништени сви облици природне вегетације. 
Још једна од карактеристика овог простора је и велики број привремених пловних објеката (сплавова) који практично представљају баријеру између обале и реке. Изузетак је станиште на левој обали Саве где не постоји ниједан пловни објекат.
Ова заштићена подручја, иако мале површине, имају значаја за цео предео с обзиром да представљају једине преостале облике приобалне вегетације на простору између Аде Циганлије и Великог ратног острва.

#### Створене одлике
Обале Саве у Београду су у потпуности утврђене тако да не постоје плавна подручја, осим у изузетним случајевима. Рељеф и изглед обала и речних острва је такође значајно измењен човековим интервенцијама. Повезивањем Аде Циганлије са Чукарицом и формирањем Савског језера, односно Чукаричког рукавца, у великој мери је измењен овај простор. Такође, на левој обали Саве, вештачки је формирана марина, односно зимовник на тај начин што је некадашња речна ада Мала Циганлија спојена са Новим Београдом.
Простор у залеђу заштићених подручја је знатно измењен и урбанизован. Уз станиште малог вранца на десној обали Саве налази се саобраћајна инфраструктура (пруга, путеви, надвожњак), а на левој обали се налази индустријска зона (бродоградилиште). Таква инфраструктура донекле доприноси и очувању ових станишта, јер су она на неки начин изолована и отежан је и ограничен приступ људи.
Ада Циганлија је мање изграђена и претежно обухвата зелене површине, али се на њеном доњем шпицу ипак налази више објеката различитих функција (угоститељски, спортски, стамбени, пословни, складишни простори, итд...). Непосредно уз Локацију II зимовалишта малог вранца, налази се стамбено насеље са површином од око 5 ha.
За потребе изградње моста уништено је једно од станишта на коме су мали вранци ноћили, врбак на низводном шпицу Аде. 
На самим заштићеним стаништима нема израженијих облика коришћења ресурса и простора. Врбаци се налазе у релативно уском, плавном појасу уз реку који није погодан за трајно насељавање или коришћење. Изузетак су пловни објекти који су постављени у оквиру локација на доњем шпицу Аде Циганлије и ан десној обали Саве и који се користе пре свега за становање, угоститељство и рекреацију.
Дрвеће у заштићеним стаништима је углавном малдо, тако да нема значајнију вредност са аспекта експлоатације.
Лов није дозвољен на читавом градском подручју, па тако ни у заштићеним стаништима и на простору око њих. Заштићена подручја нису атрактивна за спортски риболов, поготово не у зимским месецима када су присутни мали вранци.

### Оцена стања животне средине
Положај заштићеног станишта је такав да је оно у великој мери изложено разним угрожавајућим утицајима на животну средину. Градска средина подразумева значајна оптерећења ваздуха, воде и тла загађујућим материјама. Осим хемијских загађења, локације предвиђене за заштиту су у великој мери изложене и физичком загађењу (чврсти отпад), буци и светлосном загађењу.
Тренутно стање популација малог вранца је задовољавајуће и поред бројних угрожавајућих фактора није дошло до значајнијег пада бројности. Ипак, с обзиром на простор на коме се ове популације налазе постоји велики ризик да дође до значајнијег пада бројности. Ипак, с обзиром на простор на коме се ове популације налазе постоји велики ризик да дође до значајнијег погоршања стања популације ове врсте па је из тог разлога неопходно креирати одговарајућу заштиту овог простора.

### Функције и значај природног добра
- Научно-истраживачка функција - са научно-истраживачког аспекта је посебно интересантна могућност интеграције заштите биодиверзитета у планирање урбаних подручја, а ово заштићено подручје управо представља веома погодан полигон за таква истраживања.
- Васпитно-образовна функција - Заштићено станиште је лако доступно и може се користити за едукативне програме, пре свега оне које се односе на образовање о значају опстанка и очувања врста и њихових станишта и о значају интеграције заштите природе у просторе у којима доминира човек.
- Еколошка функција - Огледа се кроз могућност очувања популације малог вранца на глобалном нивоу. Очување овог локалитета обезбеђује и бољу повезаност популације ове врсте на глобалном нивоу.
- Рекреативно-туристичка функција - Зимовање малог вранца на овом локалитету представља феномен који може представљати додатну атракцију везану за реке у Београду. У западном и северном делу Европе, мали вранац представља изузетно ретку врсту, тако да за љубитеље природе који долазе из тих крајеве ово представља веома интересантну појаву.
- Функција унапређења праксе управљања заштићеним подручјима - Оов подручје може представљати добар полигон за развој техника интегративног и партиципативног управљања које би укључивало широк спектар заинтересованих страна.